# Monte Alpi
El monte Alpi es una montaña de la Italia meridional, en la región de Basilicata. Con sus dos cimas gemelas, Pizzo Falcone (1.900 m) y S. Croce (1.893 m), se encuentra entre los relieves más altos de los Apeninos lucanos y constituye una de las áreas más interesantes e intactas desde el punto de vista ambiental y naturalístico.
Extremo septentrional del Parque nacional del Pollino, el Alpi está situado a la entrada del valle del río Sinni, al sur del monte Raparo (1.761 m), y al este del macizo del Sirino (2005 m) y al norte, noreste respecto del grupo de los montes La Spina-Zaccana (1.652 m y 1.580 m).

## Características

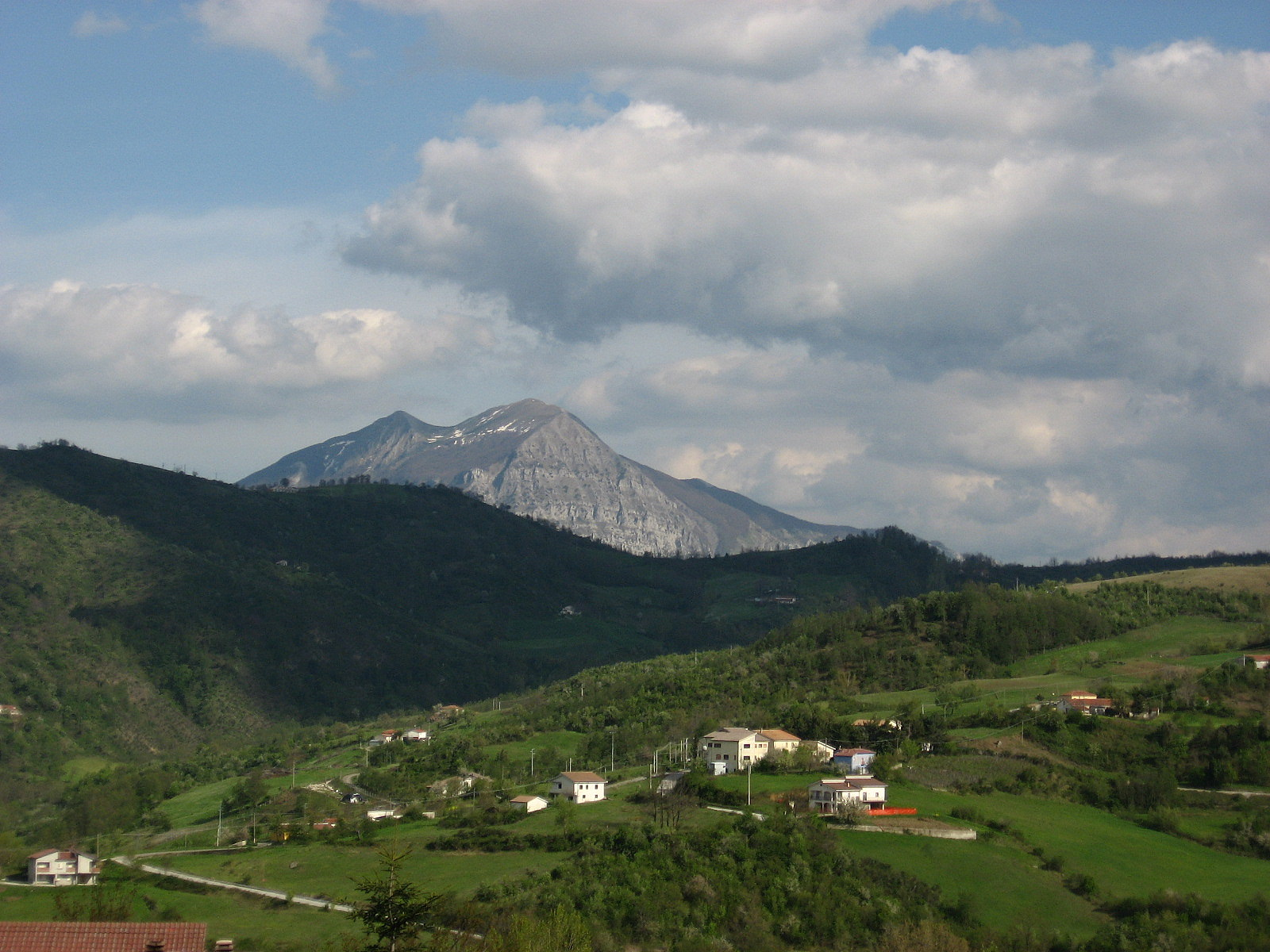
El monte Alpi (desde el campo debajo del macizo del Sirino).

Muy parecido a los complejos montañosos de la placa abrucense-campana, el monte Alpi se asemeja a una gruesa placa de caliza cretácica, de característica forma cuneiforme, que emerge de manera brusca sobre el terreno que lo rodea, de formación más reciente.
Desde cada una de sus cimas se puede observar, simultáneamente, al norte el alto valle de Agri, al este el sistema de tierras baldías arcillosas que se van degradando hacia el mar Jónico, al oeste el Sirino, la costa tirrénica y las cimas más altas del Cilento; al sur, finalmente, los montes Zaccana y la Spina además del imponente conjunto del Pollino, y en condiciones ideales incluso La Sila. 
En la zona aún están operativas diversas cuevas para la extracción de material destinado a la construcción y la elaboración de la original pietra grigia di Latronico ("piedra gris de Latronico"), utilizada como mármol ornamental.
En las laderas del macizo surgen pequeños pueblos pintorescos, entre los que están Latronico y Castelsaraceno.

## Cimas principales
| 1 | 1.900 m | Pizzo Falcone   |  |
| 2 | 1.893 m | S. Croce        |  |
| 3 | 1.880 m | Punta del Corvo |  |
| 4 | 1.411 m | Monte Armizzone |  |

## Flora y fauna

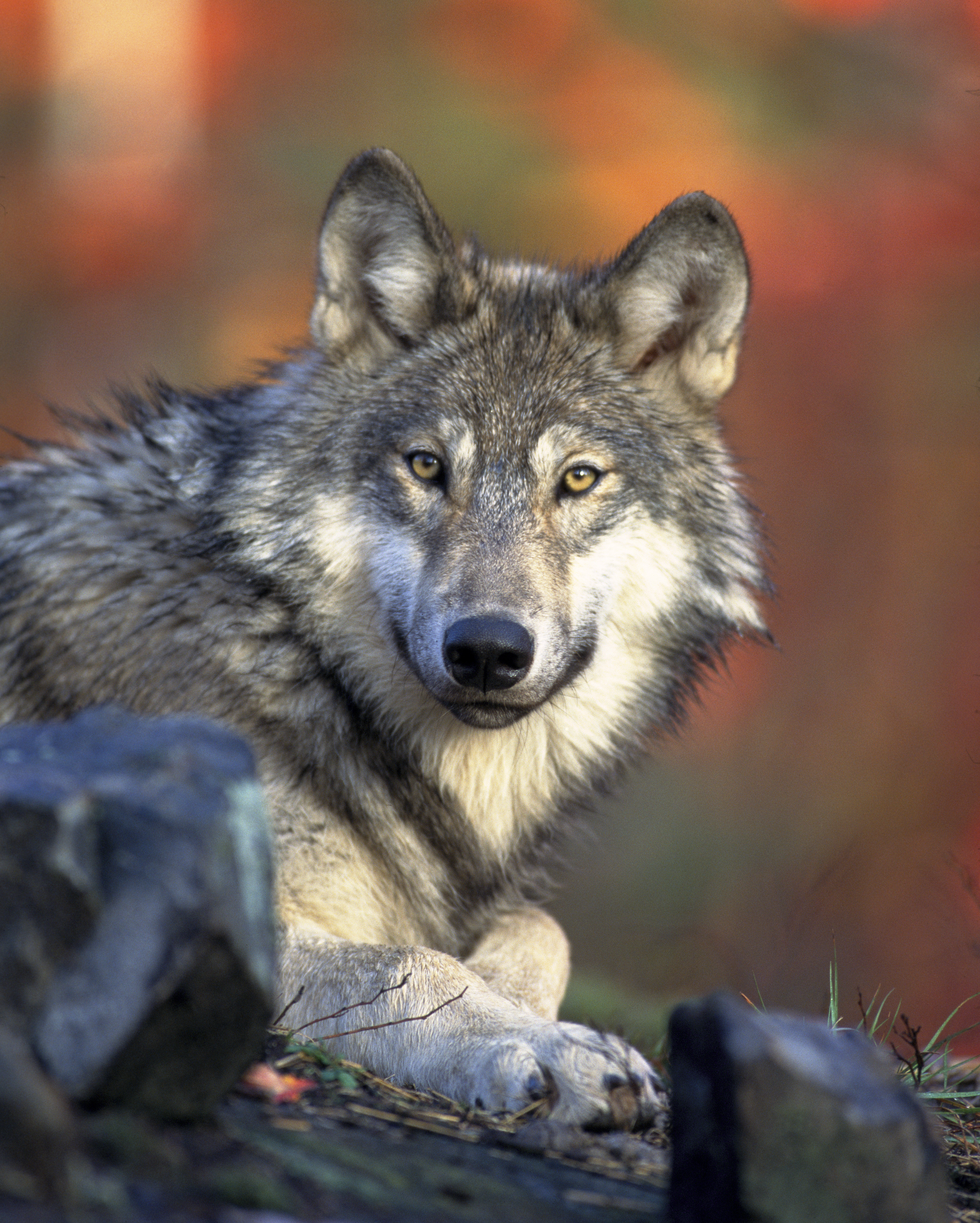
El lobo (Canis lupus) frecuenta los bosques de toda la comarca.

La flora se caracteriza en gran medida por la presencia de la planta que simboliza el Parque nacional del Pollino, el pino de los Balcanes. Donde las rocas dejan espacio a mórbidas ondulaciones arcillosas, se pueden observar ejemplares del acebo en la variante infrecuente de porte arbóreo. Entre otras especies de plantas se encuentra la presencia de tejos colosales ultracentenarios.
La fauna del macizo es también diversa. Entre las aves no es difícil ver gorriones, mirlos, jilgueros, cuervos y ejemplares de halcones reales de vuelo majestuoso y amplio. En los campos se pueden notar cucos, pícidas y pinzones. Merecen mencionarse además mochuelo, murciélagos y búho chico. A lo largo de las estaciones se asiste al paso de diversas especies de pájaros, como la chocha perdiz, la codorniz, la agachadiza, el verderón, los upúpidos; qualche volta la cerceta carretona, el cuervo y los grúidos.

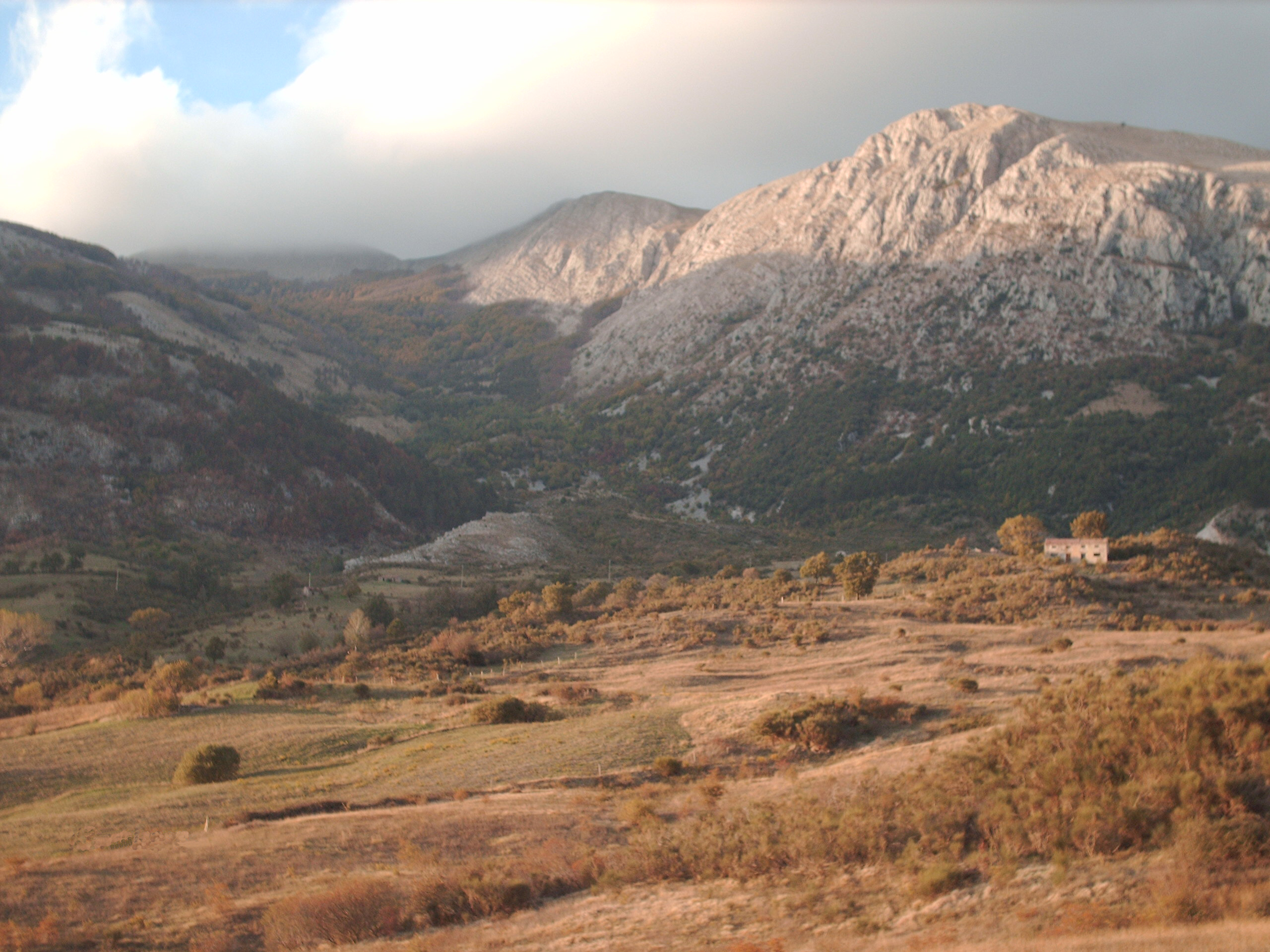
En otoño la montaña se tiñe de rojo.

Por lo que se refiere a los mamíferos, pueden fácilmente encontrarse liebres, zorros, erizos y gatos monteses. El lobo, el tejón, el puercoespín crestado, la garduña y la ardilla roja, a su vez, para ser avistados necesitan de apostamientos sobre todo nocturnos.
Numerosos son los jabalíes, que tras un período de repoblación han infestado literalmente los campos y los bosques de toda la zona.

### Fósiles
Se ha acreditado en el curso de los años la presencia de fósiles como un ejemplar de Istiophoridae del género makaira (conocidos por los apasionados de la pesca como marlines) 235 cm de largo, 95 cm de alto y desde el rostro de 30 cm, se remontan a hace unos 30 millones de años. Se encuentra a cerca de 970 m s. n. m. sobre la contrada Iannazzo y bajo la cava de piedra.